# Baroa javanica
Baroa javanica är en fjärilsart som beskrevs av Rothschild 1935. Baroa javanica ingår i släktet Baroa och familjen björnspinnare. Inga underarter finns listade i Catalogue of Life.